# Ligne de la vallée de la Nahe
Le chemin de fer de la vallée de la Nahe (en allemand : Nahetalbahn) est une ligne de chemin de fer à deux voies, partiellement électrifiée, située dans les états allemands de Rhénanie-Palatinat et de la Sarre, qui s'étend sur près de 100 kilomètres le long de la Nahe.

## Histoire
La ligne de chemin de fer de la vallée de la Nahe a été construite par la compagnie de chemin de fer Rhin-Nahe et relie Bingen am Rhein sur la ligne de chemin de fer du Rhin occidental à Sarrebruck. Elle a été ouverte entre 1858 et 1860. Le tronçon au sud de Bad Kreuznach fait partie du corridor de transport régional important entre les deux villes principales de Mayence et de Sarrebruck. 